# Kosa Janjačka
Kosa Janjačka je naselje u Republici Hrvatskoj, u sastavu Općine Perušić, Ličko-senjska županija.

## Dijelovi naselja
Dijelovi naselja su zaseoci Baketići, Bašić Poljana, Borčića Zidine, Donji Lulići, Gornji Lulići, Gostovača, Hećimovići, Ivčević Kosa, Janjče, Jurković Dol, Kasumovići, Kljajići, Kurteši, Markovići, Obućine, Paruni, Perinovići, Perišići, Pocrnići, Štimići, Ugarkovići, Uremovići, Veliki Duboki.

## Stanovništvo
Prema popisu stanovništva iz 2001. godine, naselje je imalo 139 stanovnika te 64 obiteljskih kućanstava.
| broj stanovnika | 152   |       |       | 1634  | 1934  | 1621  | 1450  | 1804  | 1305  | 1161  | 903   | 669   | 363   | 361   | 139   | 98    | 69    |
|                 | 1857. | 1869. | 1880. | 1890. | 1900. | 1910. | 1921. | 1931. | 1948. | 1953. | 1961. | 1971. | 1981. | 1991. | 2001. | 2011. | 2021. |